# Bale Baro Keumangan
Bale Baro Keumangan is een bestuurslaag in het regentschap Pidie van de provincie Atjeh, Indonesië. Bale Baro Keumangan telt 637 inwoners (volkstelling 2010).